# Elizabeth Stuart Phelps Ward
Elizabeth Stuart Phelps Ward (31 de agosto de 1844 – 28 de enero de 1911) fue una de las primeras escritoras feministas e intelectual americana. Desafió las creencias tradicionales cristianas sobre la vida después de la muerte, el rol tradicional de la mujer en el matrimonio y en la familia y fue defensora de la reforma por el cambio en la manera de vestir de las mujeres. 
En 1868, tres años después del final de la Guerra Civil, publicó The Gates Ajar, que presentaba el más allá como un sitio repleto de las comodidades de la vida doméstica y donde las familias, con sus mascotas incluidas, se reunirían para toda la eternidad.
En su cuarentena, Phelps rompió de nuevo las tradiciones al casarse con un hombre 17 años más joven que ella. Años más tarde, instó a las mujeres a que quemaran sus corsés. Sus últimos trabajos se centraban en los ideales femeninos y en la independencia económica de la mujer en el matrimonio. Además, fue la primera mujer en dar una serie de conferencias en la Universidad de Boston. Fue autora de 57 volúmenes de ficción, poesía y ensayos y en todos estos trabajos desafió el punto de vista que predominaba en la sociedad de que el sitio y satisfacción de la mujer era el hogar. Por ello, las mujeres de las obras de Phelps tenían éxito en carreras fuera de lo tradicional: medicina, política y arte.
Casi al final de su vida, Phelps tuvo un rol activo en el movimiento de los derechos de los animales. Su novela Trixy, publicada en 1904, giraba en torno a este ideal y los efectos que tenía en los médicos, generando polémica al estar en contra de la experimentación con animales.

## Primeros años
Elizabeth nació en Andover, Massachusetts. Era hija de un ministro de la congregación, Austin Phelps, y de Elizabeth Wooster Stuart Phelps, y su nombre de pila fue Mary Gray Phelps en honor a una amiga de su madre. Su hermano, Moses Stuart Phelps, nació en 1849. Su madre, Elizabeth (13 de agosto de 1815 – 30 de noviembre de 1852), era H. Trusta, seudónimo con el que escribió los libros de Kitty Brown ; además, era hija de Moses Stuart, el eminente presidente del seminario teológico de Andover. Estuvo enferma a intervalos durante la mayor parte de su vida adulta y murió de encefalitis al poco tiempo de dar a luz a su tercer hijo, Amos, el 20 de noviembre de 1852. Mary Gray, por entonces tenía ocho años y pidió que le pusieran el nombre de su madre en su honor.
Su padre, Austin Phelps era un ampliamente respetado ministro congregacional y educador. Fue el pastor de la iglesia congregacional de la calle Pine hasta 1848, cuando aceptó la cátedra de retórica en el seminario teológico de Andover. Conoció a Elizabeth Phelps ese mismo año y se casaron en otoño. La familia se trasladó a Boston y en 1869 se convirtió en el presidente del seminario teológico de Andover, cargo que ostentó durante 10 años. Sus escritos se convirtieron en libros de texto para la educación teológica cristiana y hoy en día se siguen publicando. 
Dos años después de la muerte de su madre, el padre de Elizabeth se casó con su cuñada, Mary Stuart, que también era escritora y que murió 18 meses después de tuberculosis. Menos de seis meses después, su padre volvió a casarse, en este caso con Mary Ann Johnson, la hermana de un ministro eclesiástico, y tuvieron dos hijos, Francis Johnson (1860) y Edward Johnson (1863).
Phelps recibió una educación de calidad; asistió a la Academia Abbot y a la Mrs. Edward’s School for Young Ladies. Desde que era pequeña tenía un talento para contar historias, como comentó una fuente cercana: “Contaba historias asombrosas a los niños con los que jugaba… e interesaba realmente a sus compañeras de clase en ese momento, que estaban más avanzadas en vocabulario, con las historias que solía improvisar para entretenerlas." Con trece años publicaron una de sus historias en Youth’s Companion y otros relatos aparecieron en las ediciones de Sunday School.

## Trayectoria
En la mayoría de sus escritos utilizó como seudónimo el nombre de su madre “Elizabeth Stuart Phelps”, tanto antes como después de contraer matrimonio en 1888 con Herbert Dickinson Ward, un periodista diecisiete años menor que ella; aunque también publicó algunos trabajos con el nombre de Mary Adams.  Pronto obtuvo reconocimiento de figuras importantes de la literatura como Thomas Wentworth Higginson y John Greenleaf Whittier.
A los 19 mandó un cuento sobre la Guerra Civil titulado “A Sacrifice Consumed” a Harper’s Magazine. El editor de la revista recibió con entusiasmo su contribución y le envió a Phelps una suma generosa junto con una nota pidiéndole que le mandara más trabajos En 1864 Harper’s publicó su primer escrito de ficción para adultos. Además, en esta época empezó a escribir sus primeros libros para niños, que se dieron a conocer como “Tiny series" , a los que siguieron los cuatro volúmenes de la serie Gypsy Brenton, que con el tiempo fueron su obra juvenil más conocida. También publicó dos libros que contaban las aventuras en tono realista de un niño de cuatro años llamado Trotty, The Trotty Book (1870) y Trotty’s Wedding Tour, and Story-book (1873). En marzo de 1868 apareció en The Atlantic Monthly “The Tenth of January”, la historia de la muerte de montones de niñas en el fuego y derrumbe de Pemberton Mill en Lawrence, Massachusetts, el 10 de enero de 1860.

### Novelas de espiritualismo

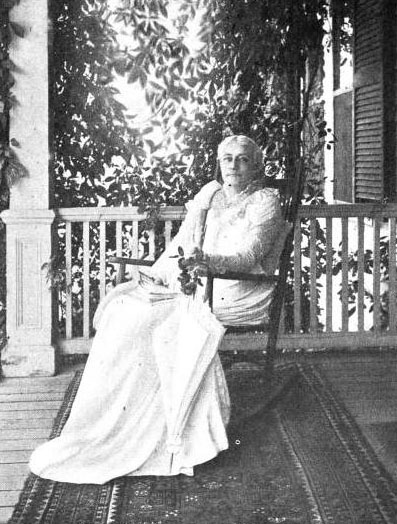
Ward, alrededor de 1910.

Ward escribió tres novelas de espiritualismo. La primera de ellas, The Gates Ajar, que tardó en escribir dos años y que declaró, más tarde, que tras dedicarle tanto tiempo a su revisión “podría recitarla de memoria”, fue la más famosa. Se publicó tras la Guerra de Secesión y en ella Ward cuenta la historia de una niña llamada Mary Cabot que ha perdido a su hermano en la guerra. La niña, de luto, está convencida de que se reunirá con su hermano en el más allá, donde la gente mantiene su forma física y personalidad.
El libro fue muy popular en parte por su interpretación positiva de la muerte justo después de la Guerra Civil, en la que más de 400.000 personas perdieron la vida. Sin embargo, también fue ampliamente criticado por la manera en que Phelps describía el cielo más como un sitio para reunirse con los seres queridos que para saludar a Dios; en otras palabras, rechazaba la visión tradicional del cielo que tenían los calvinistas. Pero la controversia que generó no sirvió más que para aumentar las ventas del libro y en las semanas siguientes a su publicación, su editor le envió 600$ (unos 9.188$ hoy en día) y una nota: “tu libro está siendo un éxito; ya ha vendido 4.000 copias.”
Se vendieron más de 100.000 copias en Estados Unidos e Inglaterra y el libro se tradujo y publicó en al menos otros cuatro idiomas.
Recibió miles de cartas en respuesta a su primer libro. Después, escribió otros dos libros más del mismo tema, Between the gates y Beyond the Gates, y una novela corta sobre los derechos de los animales, Loveliness. Phelps dijo que había escrito The Gates Ajar para reconfortar a la generación de mujeres que habían quedado destrozadas por la pérdida de sus seres queridos en la Guerra Civil y que no encontraban consuelo en la religión. La visión de Phelps del cielo convirtió el libro en un best-seller fuera de control.  Más tarde, se basó en el éxito del primer libro con una serie de libros que también incluirían en sus títulos la palabra “Gates” y que seguían reforzando su visión de la vida de ultratumba como un lugar con jardines, cómodos porches y casas elegantes.[cita requerida]

### Defensora de las reformas sociales
Mientras se dedicaba a la escritura se convirtió en una defensora de la reforma social, la abstinencia y sobriedad y la emancipación de la mujer, a través de conferencias y otros trabajos. También participó en la reforma por el cambio en la manera de vestir de las mujeres y en 1874 las instó a que quemaran sus corsés.

"¡Quemad vuestros corsés!... No, no salvéis las varillas, nunca volveréis a necesitarlas. Haced una hoguera con los hierros crueles que han controlado vuestro tórax y abdomen durante tantos años y suspirad de alivio, pues vuestra emancipación, os lo aseguro, acaba de empezar."

En 1877 publicó una novela, The Story of Avis, que se adelantó a su tiempo ya que se centraba en muchos de los primeros problemas feministas de su época. En ella retrataba la lucha que mantiene una mujer para equilibrar su vida de casada y de ama del hogar con su pasión por convertirse en pintora. La protagonista en una mujer extraordinaria e independiente de su tiempo que decide, en un principio, que sus metas no se verán sometidas por el matrimonio o la dependencia financiera de su marido, aunque finalmente termina casándose. Es posible que Phelps estuviera reflejando la vida de su madre al describir la imposibilidad de tener a la vez una vida familiar y unas ambiciones artísticas. Dicha novela estuvo en gran parte influida por Aurora Leigh, de Elizabeth Barret Browning, y su descripción negativa de los roles del hombre y de la mujer en el matrimonio fueron muy discutidos.
En 1876 se convirtió en la primera mujer en dar una serie de conferencias en la Universidad de Boston. Sus cursos se titularon “Representative Modern Fiction”.

### Últimos trabajos
Elizabeth y su marido coescribieron dos novelas románticas bíblicas en 1890 y 1891. Además, su autobiografía, Chapters from a Life, se publicó en 1896 tras haber aparecido por entregas en McClure’s. En esta época también escribió un amplio número de ensayos para Harper’s.
Phelps siguió escribiendo historias cortas y novelas en el siglo XX. Su novela Trixy (1904) se centraba en los derechos de los animales, una causa que apoyó en sus últimos años. Su último trabajo fue Comrades (1911), que se publicó póstumamente. 
Phelps murió el 28 de enero de 1911 en Newton Center, Massachusetts.[cita requerida]

## Obras
- Ellen's Idol (1864)
- Gypsy Breynton y tres secuelas (1866-1867)
- Mercy Gliddon's Work (1866)
- The Gates Ajar(1868)
- Men, Women, and Ghosts (1869)
- The Trotty Book (1870)
- Hedged In (1870)
- The Silent Partner (1871)
- What to Wear (1873)
- Poetic Studies (1875)
- The Story of Avis (1877)
- An Old Maid's Paradise (1879)
- Doctor Zay (1882)
- Beyond the Gates (1883)
- Songs of the Silent World (1884) Houghton & Griffin, Boston, US (Kindle libro electrónico ASIN B004TPPDY0)
- The Madonna of the Tubs (1886)
- Jack the Fisherman (1887)
- The Gates Between (1887)
- The struggle for Immortality (1889)
- Austin Phelps, A Memoir (1891)
- Donald Marcy (1893)
- A Singular Life (1895)
- Chapters from a Life (1896)
- The Story of Jesus Christ (1897)
- The Supply at Saint Agetha's (1897)
- Within the Gates (1901)
- Trixy (1904)
- Walled In (1907)
- La familia al completo (novela en colaboración con otros once escritores, 1908)
- The Empty House and Other Stories (1910)

### Con Herbert Dickinson Ward
- Come Forth (1891)
- A Lost Hero (1890)
- The Master of the Magicians (1890)

## Otras lecturas
- «Bringing the Laboratory Dog Home: Elizabeth Stuart Phelps and the Antivivisection Narrative». Humanimalia: A Journal of Human/Animal Interface Studies 4 (2). 2013.
- «Elizabeth Stuart Phelps, Trixy, and the Vivisection Question». Legacy, A Journal of American Women Writers 27. 2010.